# کونووا
کونووا (به لهستانی:  Kunowa) یک روستا در لهستان است که در گمینا سکووشن واقع شده‌است.
 کونووا  ۴۸۹ نفر جمعیت دارد.